# Альсогарай, Альваро
А́льваро Ка́рлос Альсогара́й (исп. Alvaro Carlos Alsogaray; 22 июня 1913, г. Эсперанса, провинция Санта-Фе, Аргентина — 1 апреля 2005, Буэнос-Айрес, Аргентина) — аргентинский политик, министр экономики в 1959—1962, неоднократный кандидат в президенты.

## Биография
Окончил Национальный университет Кордовы по специальности «инженер гражданской авиации», затем военное училище по специальности «военный инженер». В 1931—1947 годах — на службе в ВМС страны, уволился в звании капитана.
В 1947—1955 годах — занимался частным предпринимательством в области гражданской авиации.
В 1955 году, после свержения правительства Х. Д. Перона, стал сначала заместителем министра торговли, а с июня 1956 года министром промышленности в крайне правом правительстве Педро Арамбуру. Тогда же основал Независимую гражданскую партию (Partido Cívico Independiente).
На выборах 23 февраля 1958 года баллотировался на пост президента страны от Христианско-демократической партии (получил 3,4 %).
В начале 1959 года назначен министром экономики в правительстве А. Фрондиси. Проводил ортодоксально-либеральную политику денационализации, резкой девальвации песо, широкого привлечения иностранного капитала в энергетическую и нефтяную промышленность, боролся с «проникновением коммунистических и иных подрывных элементов» в профсоюзы, был автором программы «жёсткой экономии». Однако за год такая политика привела к удвоению цен при спаде зарплаты на 20 %. В 1962 году — министр экономики в правительстве Х. М. Гуидо
Один из инициаторов военного переворота 28 июня 1966 года (в котором активное участие принял его брат Хулио Родольфо), в результате которого было свергнуто гражданское правительство А. Ильиа и к власти пришли военные во главе с генералом Х. Онганиа.
В 1966 — посол по особым поручениям правительства Х. Онганиа. В 1966—1968 годах — посол в США. В 1972 году основал партию «Новая Сила» (Nueva Fuerza), а в 1982 — Союз демократического центра (Unión del Centro Democrático) (СДЦ).
В 1983—1999 годах — депутат от СДЦ. На выборах 30 октября 1983 года выдвигался на пост президента от СДЦ (получил 0,2 %). С 1984 года — председатель политического объединения Союз демократического центра (ультраправые). Защищал и оправдывал действия и незаконные репрессии во время диктатуры Х. Виделы (1976—1983) и даже ходатайствовал об установлении памятника руководителям страны тех времён.
В 1989 году баллотировался на пост президента страны от блока правых партий «Либеральный союз центра», получил 6,9 % голосов, заняв 3-е место. Его политическая поддержка, в основном, всегда ограничивается избирателями из средних и богатых слоёв в Буэнос-Айресе и его пригородах.
Выступал с резкой критикой правительства Р. Альфонсинаа за ратификацию соглашения о сотрудничестве с СССР в области рыболовства.
В 1990-е был советником президента К. Менема в переговорах по вопросам внешнего долга.
Автор 7 книг.
Был женат, имел двух сыновей и дочь (Мария Хулия находится под следствием и домашним арестом по обвинению в коррупции при администрации К. Менема, где она в 1991—1999 занимала пост секретаря по вопросам охраны окружающей среды).
Брат воевал в партизанских отрядах «Монтонерос».
Умер от осложнений болезни дыхательных путей и рака предстательной железы.